# Kościół Podwyższenia Krzyża Świętego w Browińcu Polskim
Kościół Podwyższenia Krzyża Świętego w Browińcu Polskim – rzymskokatolicki kościół filialny w Browińcu Polskim, należący do parafii św. Jana Chrzciciela w Solcu, w dekanacie Biała, diecezji opolskiej.

## Historia
W 1972 Gerard Sznura, proboszcz parafii w Solcu, zrezygnował z posługi i zamieszkał w Browińcu Polskim w domu rodziny Cebula. Doprowadził wówczas do nielegalnego wybudowania obok tego domu kościoła, w którym zaczął odprawiać msze dla mieszkańców wsi. Na skutej inspekcji, władze powiatowe z Prudnika zakazazały używania wzniesionej nielegalnie świątyni. Władze zalegalizowały kościół dzięki interwencji biskupa Franciszka Jopa.
Po śmierci Sznury w 1975, msze w Browińcu Polskim odprawiał proboszcz Augustyn Potempa. W latach 2003–2004 proboszcz Piotr Kozioł przeprowadził generalny remont kościoła (przebudowa bryły świątyni), po którym obiekt zyskał nowy kształt architektoniczny.